# غريس نيل جونسون
غريس نيل جونسون (27 فبراير 1885 - 1 نوفمبر 1976) ناشطةٌ أمريكية من أصول أفريقيّة في مجال الحقوق المدنية، وراعية الفنون المنتمية إلى نهضة هارلم، وزوجة الكاتب والسياسي جيمس ويلدون جونسون. والدها جون بينيت نيل، وهو رجل أعمال ثري وناشطٌ في مجال الحقوق المدنيّة أيضًا. اشتُهرت جونسون بمشاركتها في الجمعية الوطنية للنهوض بالملونين ونادي الخروج على الإجماع، فضلًا عن عدد كبيرٍ من المنظمات النسوية الأمريكية الأفريقية. أيّدت جونسون أدب الأطفال الأمريكي الأفريقي وعملت على الترويج له.

## حياتها المبكرة وعائلتها
وُلدت غريس إليزابيث نيل في 27 فبراير عام 1885 في مدينة نيو لندن بولاية كونيتيكت. كانت جونسون الابنة الثانية لدى عائلة المطوّر العقاري جون بينيت نيل (1853-1942) وزوجته ماري فرانسيس روبنسون (1858-1923). أصبح الزوجان شخصيتين بارزتين وسط طبقة النخبة الأمريكية الأفريقية في مدينة نيويورك بحلول ولادة غريس. كان مسكن العائلة الرئيس في بروكلين، مع أنها انخرطت بشدة في مجتمع هارلم، فكانت بروكلين المكان الذي قضت فيه غريس مرحلة حياتها المبكرة.
انطلقت أعمال العائلة التجارية من مطعمٍ وفندقٍ على الجادة السادسة في مدينة نيويورك، وحملا اسم «الأخوة بيل». افتتحت العائلة لاحقًا مشروعًا تجاريًا مشابهًا للسابق في العاصمة واشنطن، وعُرف باسم «ذا شيكسبير هاوس»، وتوسّعت مشاريع العائلة التجارية أخيرًا لتشمل مجال العقارات. حققت الاستثمارات في مجال العقارات عائدات جيدة في أوائل القرن العشرين، وامتلكت العائلة 5 مجمعات سكنية في هارلم عند وفاة جون بينيت نيل. تعاظم نفوذ العائلة بصورة سمحت لها إتاحة المجال أمام أفراد المجتمع الأمريكي الأفريقي للاستثمار في مجال العقارات، فتولّى هؤلاء لاحقًا قيادة نهضة هارلم في عشرينيات القرن الماضي.
استغلت عائلة نيل ثروتها لرعاية فنانين وناشطين مختلفين في مجال الحقوق المدنية وتشجيعهم. كان جون بينيت نيل أحد الأعضاء الأوائل في الجمعية الوطنية للنهوض بالملوّنين، وهو أول عضوٍ تمنحه المنظمة عضويّة دائمة مدى الحياة. شاركت عائلة نيل في العديد من الدوائر الفنيّة والفكريّة داخل هارلم وخارجها. احتوت بعض تلك الدوائر شخصيات بارزة مثل فريدريك دوغلاس وبوكر تي. واشنطن. توفي جون بينيت نيل في فبراير عام 1942 بعد إصابته بذات الرئة، فترك عقاره لشقيق غريس الأكبر جون إدوارد نيل.
عمل شقيقها جون إي. نيل مطورًا عقاريًا، واستمرّ في إدارة مشروع العائلة التجاري، وتبوّأ لاحقًا رئاسة فرع هارلم التابع للجمعية الوطنية للنهوض بالملونين. اتبعت غريس مسار والدِيها، وأصبحت من أبرز رعاة نهضة هارلم ومضيفيها.

## مسيرتها
انخرطت غريس نيل جونسون في نهضة هارلم، فعملت مضيفةً ومشرفة ومدرّسة وناشطة في قضايا الحقوق المدنية المختلفة. اشتُهرت باستضافة النخب السياسية والفنية الأمريكية الأفريقية في عصرها، وتنظيم فعاليّات تركّز على فناني هارلم ذائعي الصيت. عملت جونسون لدى بعض المنظمات البارزة، مثل الجمعية الوطنية للنهوض بالملونين ودعاة مناهضة الإعدام دون محاكمة ودائرة إغاثة الزنوج ونادي الخروج على الإجماع والخدمات التطوعية النسوية الأمريكية. يُعزى الفضل إلى جونسون في تأسيس رابطة التوعية وتعليم المرأة التي أُعدّت في سنة 1929.
لم يقتصر نشاط جونسون السياسي على المنظمات الموجودة في هارلم، فكانت العضو الأسود الوحيد في مجموعة نسوية مركزها غرينيتش فيليج في إحدى مراحل نشاطها، وهذه المجموعة هي نادي الخروج على الإجماع. تأسس النادي ليكون مجموعة نقاش ليبرالية للنساء، وسرعان ما اعتمد توجّهًا نسويًا. ارتدت جونسون قميصًا أبيضًا وربطة عنق كباقي الأعضاء عندما اجتمعوا لأخذ صورة بمناسبة تأليف ألبوم موسيقيّ في سنة 1920.